# 三つのドイツ幻想
『三つのドイツ幻想』（みっつのドイツげんそう）は、村上春樹の短編小説。

## 概要
| 初出     | 『BRUTUS』1984年4月15日号                             |
| 収録書籍 | 『螢・納屋を焼く・その他の短編』（新潮社、1984年7月） |

『BRUTUS』1984年4月15日号の特集「ドイツの『いま』を誰も知らない!」に寄稿した小説である。
1983年、村上は『BRUTUS』のスタッフと2週間ドイツを取材し、その後単独で2週間ドイツを取材する。その体験をもとに本作は書かれた。なお上記特集のために村上は「日常的ドイツの冒険」と題するエッセイも書いている。
「冬の博物館としてのポルノグラフィー」、「ヘルマン・ゲーリング要塞 1983」、「ヘルWの空中庭園」の3章より構成されている。

## あらすじ
冬の博物館としてのポルノグラフィー
セックス、性行為、性交といったことばから「僕」が想像するのは、いつも冬の博物館である。「僕」はその博物館で働いている。館内をぐるりとまわり、机の前に腰かけてミルクを飲みながら郵便受けにたまった手紙を読む。手紙を3種類に分類する。3種類目は博物館のオウナーからのものだ。「36番の壺を梱包し倉庫にひっこめる」その他、4つの細かい指示が書き込まれている。言われたとおりのことを行ったあと、「僕」は洗面所の鏡の前で髪をとかし、ネクタイの結びめをなおし、ペニスがきちんと勃起していることをたしかめた。
ヘルマン・ゲーリング要塞 1983
カフェテリアで偶然知り合った青年に、「僕」は東ベルリンの街を案内してもらっていた。ヘルマン・ゲーリング要塞の丘を下ってから、「僕」と青年はウンター・デン・リンデンの通りにあるビアホールに入った。ウェイトレスはキム・カーンズにそっくりの美人だった。彼女はまるで、巨大なペニスを讃えるといった格好でビールのジョッキを抱え、テーブルに運んできた。
時計は10時近くを指している。「僕」の東ドイツ滞在ビザは夜中の12時で切れてしまうので、早くフリードリヒシュトラッセのSバーン駅に戻らなければならない。
ヘルWの空中庭園
ヘルWの空中庭園は東西ベルリンを隔てる壁のすぐわきにある4階建てのビルの屋上につながれていた。ヘルWは屋上から15センチくらいの高さにしか庭園を浮かべなかった。
「どうしてケルンとかフランクフルトとかもっと安全なところに庭園ごと移らないんですか？」と「僕」が尋ねると、ヘルWは「まさか」と言って首を振った。レコードからヘンデルの「水上の音楽」の第二組曲が流れ出した。夏の空中庭園は底抜けに楽しいという。アップライト・ピアノをひっぱりあげたときは、ポリーニが来てシューマンを弾いた。「ポリーニはご存じのように、ちょっとした空中庭園のマニアだからね」とヘルWは言った。